# Kevin Pierre-Louis
Kevin Pierre-Louis (Norwalk, 7 ottobre 1991) è un giocatore di football americano statunitense che gioca nel ruolo di linebacker per gli Houston Texans della National Football League (NFL). Fu scelto nel corso del quarto giro (132º assoluto) del Draft NFL 2014 dai Seattle Seahawks. All'università ha giocato a football al Boston College.

## Carriera

### Seattle Seahawks
Pierre-Louis fu scelto nel corso del quarto giro del Draft 2014 dai Seattle Seahawks. Debuttò come professionista subentrando nella vittoria della settimana 3 contro i Denver Broncos mettendo a segno un tackle. La sua stagione da rookie si concluse con 13 tackle in 7 presenze, nessuna delle quali come titolare.
Nella settimana 6 della stagione 2015, Pierre-Louis disputò la prima gara come titolare in carriera, terminando con un nuovo primato personale di 11 tackle contro i Carolina Panthers. La sua annata si chiuse con 18 placcaggi in 14 presenze.

### Kansas City Chiefs
Il 28 luglio 2017, Pierre-Louis fu scambiato con i Kansas City Chiefs in cambio dell'altro linebacker D.J. Alexander.

### New York Jets
Nel 2018 Pierre-Louis firmò un contratto biennale con i New York Jets. L'11 agosto 2018 fu sospeso per la prima partita della stagione per avere fallito un test antidoping.

### Chicago Bears
Nel 2019 Pierre-Louis firmò con i Chicago Bears dove disputò una sola stagione.

### Washington Redskins
Il 17 marzo 2020 Pierre-Louis firmò con i Washington Redskins un contratto annuale del valore di 3,45 milioni di dollari.

### Houston Texans
Nel marzo 2021 Pierre-Louis firmò un contratto biennale con gli Houston Texans.

## Palmarès

### Franchigia
- National Football Conference Championship: 1

Seattle Seahawks: 2014